# Psilorhynchus arunachalensis
Psilorhynchus arunachalensis är en fiskart som först beskrevs av Nebeshwar, Bagra och Das 2007.  Psilorhynchus arunachalensis ingår i släktet Psilorhynchus och familjen Psilorhynchidae. IUCN kategoriserar arten globalt som otillräckligt studerad. Inga underarter finns listade i Catalogue of Life.